# Östringby naturreservat
Östringby naturreservat är ett naturreservat i Sala kommun i Västmanlands län.
Området är naturskyddat sedan 2019 och är 117 hektar stort. Reservatet ligger väster om Sätra brunn och består av tallskog på höjder och i övrigt av gran- och barrblandskog.